# Rein Taagepera
Rein Taagepera (Tartu, 28 febbraio 1933) è un politologo e politico estone, noto anche per l'Indice di Laakso-Taagepera ideato insieme a Markku Laakso.
Si interessa di modelli quantitativo predittivi in ambito elettorale e partitico.

## Biografia
Nato in Estonia, la sua famiglia si rifugiò all'estero durante l'occupazione sovietica dei Paesi baltici.
Conseguì nel 1965 il PH.D. in fisica presso la University of Delaware e nel 1969 presso la stessa università il M.A. in relazioni internazionali.
Dal 1986 al 1988 fu presidente della Association for the Advancement of Baltic Studies.
Nel 1991 rientra in Estonia e da allora insegna all'Università di Tartu, dove fonda e dirige la Scuola di Scienze Sociali, in seguito diventata una vera e propria facoltà.
Sempre nel 1991 è eletto nell'Assemblea Costituente dell'Estonia, e nell'anno successivo è candidato alla presidenza, arrivando terzo. Nel 2001 è uno dei fondatori del partito Res Publica.

## Pubblicazioni
- Size and Duration of Empires: Systematics of Size, 1978 ISSN 0049-089X (WC · ACNP)
- Size and Duration of Empires: Growth-Decline Curves, 3000 to 600 B.C., 1978 ISSN 0049-089X (WC · ACNP)
- Size and Duration of Empires: Growth-Decline Curves, 600 B.C. to 600 A.D., 1979 JSTOR 1170959
- "Effective" Number of Parties: a Measure with Application to West Europe, 1979, in Comparative Political Studies, coautore Markku Laakso
- The Baltic States: Years of Dependence, 1940-1990. Hurst and University of California Press, 1983, coautore R. Misiunas
- Seats and Votes: The Effects and Determinants of Electoral Systems. Yale University Press, 1989, coautore M. S. Shugart
- Estonia: Return to Independence, collana Post-Soviet Republics Series, Boulder, Colorado, Westview Press, 1993, ISBN 9780813317038.
- The Baltic States: Years of Dependence, 1940-1990, 2nd edn. 1993, co-author ISBN 0-520-08228-1
- Predicting the number of parties. American Political Science Review, 1993, coautore M. S. Shugart
- Expansion and contraction patterns of large polities: Context for Russia. International Studies Quarterly, 1997 JSTOR 2600793
- The Finno-Ugric Republics and the Russian State. Hurst and Routledge, 1999
- Party size baselines imposed by institutional constraints: Theory for simple electoral systems. Journal of Theoretical Politics, 2001.
- National representation in international organizations: The seat allocation model implicit in the EU Council and Parliament. Political Studies, 2006, coautrice Madelaine Hosli
- Seat share distribution of parties: Models and empirical patterns. Electoral Studies, 2006, coautore Mirjam Allik
- "Meteoric trajectory: The Res Publica Party in Estonia" (2006), Democratization 13(1): 78-94. la pubblicazione originale in PDF Questo saggio presenta una ricostruzione della presidenza di Taagepera del partito Res Publica, e la sua valutazione del partito, della sua ascesa e caduta.
- Predicting Party Sizes: The Logic of Simple Electoral Systems, 2007 ISBN 0-19-928774-0
- Making Social Sciences More Scientific. The Need for Predictive Models, 2008 ISBN 0-19-953466-7
- Parsimonious model for predicting mean cabinet duration on the basis of electoral system (with Allan Sikk), Party Politics, 2010.